# Frank Caprio
Francesco Caprio (Providence, Rhode Island, 23 de noviembre de 1936-Providence, Rhode Island, 20 de agosto de 2025), conocido como Frank Caprio, fue un juez y político estadounidense que se desempeñó como juez principal del tribunal municipal de Providence, Rhode Island, y presidente de la Junta de Gobernadores de Rhode Island para la Educación Superior.
Su trabajo judicial se televisa en el programa Caught in Providence a través de ABC6-WLNE. En 2017, los videos que mostraban sus juicios se volvieron virales, con más de quince millones de visitas. En 2019, las vistas de Caught in Providence se acercaban a los cien millones desde 2015 y un video compartido en Pulptastic superó los treinta millones de visitas en YouTube.

## Biografía

### Infancia, juventud y formación universitaria
Segundo de los tres hijos que tuvieron Antonio, un inmigrante italiano, originario de Teano y Filomena Caprio, de Providence. Vivieron en el barrio italiano-estadounidense de Federal Hill (Providence). Su padre trabajaba como vendedor ambulante de frutas y lechero.
Caprio asistió a las escuelas públicas de Providence, mientras trabajaba como lavaplatos y limpiabotas. Se graduó en el Central High School, donde ganó el título estatal de lucha libre en 1953. Obtuvo una licenciatura de Providence College. Después de graduarse, comenzó a enseñar en Hope High School en Providence (Rhode Island). Mientras enseñaba en Hope, Caprio asistió a la Facultad de Derecho de la Universidad de Suffolk en Boston, asistiendo a la escuela nocturna.

### Carrera judicial
Frank Caprio fue elegido miembro del Consejo de la Ciudad de Providence en 1962, donde permaneció hasta 1968. En 1975 fue elegido Delegado de la Convención Constitucional de Rhode Island y elegido como Delegado a cinco Convenciones nacionales demócratas. Posteriormente, fue presidente de la Junta de Gobernadores de Rhode Island para la Educación Superior. Este organismo controla las principales decisiones de la Universidad de Rhode Island, Rhode Island College y Community College de Rhode Island. Desde 1985 está al frente del juzgado de la Corte Municipal de Providence. Parte de los procedimientos judiciales que presidió se televisaron durante más de dos décadas en la cadena local. El 24 de septiembre de 2018, el programa Caught in Providence comenzó la emisión nacional. El espectáculo se renovó para una segunda temporada de emisión en enero de 2019.
Caprio también es socio del restaurante Coast Guard House en Narragansett, Rhode Island.

### Labor solidaria
El juez Caprio ha desarrollado una variada labor solidaria destinada fundamentalmente a la comunidad en la que vive y trabaja. Así, por ejemplo, ha creado el Fondo de Becas Antonio "Tup" Caprio en la Facultad de Derecho de la Universidad de Suffolk. Esta beca, que lleva el nombre de su padre, está destinada a estudiantes de quinto grado de Rhode Island que estén comprometidos en mejorar el acceso a servicios legales de los vecindarios urbanos centrales de Rhode Island. También ha establecido becas en Providence College, Suffolk Law School, y para graduados de Central High School, nombrados en honor a su padre.
Caprio ha estado involucrado en otros proyectos como por ejemplo: Boys Town of Italy, Nickerson House Juvenile Court y el Banco de alimentos de Rhode Island. En 1983 fue copresidente de la Fundación Estatua de la Libertad de Rhode Island (recaudando fondos para la restauración de la Estatua de la Libertad y la Isla Ellis). El juez también fue miembro de la Junta de Regentes de Educación Primaria y Secundaria; y del Consejo de Educación del Gobernador sobre educación. Es miembro del Consejo de Presidentes en Providence College.

### Premios y distinciones
Caprio ha recibido, entre otros, los siguientes premios y distinciones:
- Doctorado honoris causa por la Universidad de Suffolk (1991)[19]
- Doctorado honoris causa por la Universidad de Providence College (2008)[20]
- Doctorado honoris causa en el Servicio Público por la Universidad de Rhode Island (2016)[21]
- Premio Producer's Circle en el Festival Internacional de Cine de Rhode Island (agosto de 2018)[22]

### Vida personal
Caprio lleva más de cincuenta años casado con Joyce E. Caprio. El matrimonio tiene cinco hijos: Frank T. Caprio, David Caprio, Marissa Caprio Pesce, John Caprio y Paul Caprio. También tienen siete nietos y dos bisnietos.
Falleció el 20 de agosto de 2025 tras una larga batalla contra el cancer de páncreas.